# Neo Ntsoma
Neo Ntsoma (née le 27 décembre 1972) est une photographe sud-africaine connue pour son activité de photojournalisme, ses portraits, sa musique et ses photographies.

## Biographie
Née à Mahikeng en 1972, elle est élevée dans les zones rurales au sein de la province du Nord-Ouest, à quelques kilomètres de la frontière avec le Botswana. Elle est la dernière d’une fratrie de trois enfants d’Olefile Ntsoma et Nomalanga Maria Hlabangane. Elle est très tôt fascinée par le cinéma. 
Elle fréquente l'école secondaire St Mary's High School où elle est initiée à la musique, à la danse et au théâtre. Elle commence des études supérieures à l’université de technologie de la péninsule du Cap (Peninsula Technikon) en 1992, avec comme intérêt initial le cinéma et la télévision. Elle déménage ensuite pour poursuivre dans l’université de technologie de Tshwane (Pretoria Technikon) entre 1994 et 1995 et mener des études spécialisées en mode et publicité, mais la possibilité de passer son diplôme lui est refusée : bien que le régime d’apartheid touche alors à sa fin, l’accès aux métiers de la communication est encore difficile pour une jeune femme noire,.
Elle maintient son intérêt pour les métiers de la communication et opte pour la photographie. Elle devient en 1998 la première photographe noire à travailler pour l'un des plus grands journaux d'Afrique du Sud, The Star.  Elle y assure des permanences de nuit,pour couvrir les faits divers nocturnes, des descentes de police aux scènes de meurtre, des arrestations violentes aux incendies de maisons qui ravagent les townships. Par ses origines, elle bénéficie souvent d’une proximité et d’une confiance plus forte de la part de la communauté noire, que les autres journalistes. « Chaque fois que je voyais une femme fuyant un immeuble en flammes [avec un] enfant dans les bras ou une prostituée regarder les voitures de police qui approchaient, je savais que je pouvais être cette femme ».  Une de ses sources d’inspiration est la vie et de l'œuvre de la photographe américaine Dorothea Lange dans les années 1930. En parallèle, elle commence à photographier des images positives de la culture noire sud-africaine, de la génération kwaito, et de façon plus globale, des changements en cours dans le pays avec la fin de l’apartheid,,. Entre 2002 et 2003, elle travaille  pour l’organisation Majority World, au Pathshala South Institute of Photography, au Bangladesh, qui est alors dirigé par Shahidul Alam. Majority World fait connaître son travail et lui donne l'occasion de le présenter dans des expositions et des publications à travers le monde. « Je peux dire avec fierté que les gens connaissent mon travail dans des pays dont je ne sais même pas lire la langue », confie-t-elle.
En 2004, elle devient la première femme à recevoir le Prix Mohamed Amin (Prix du Journaliste africain, un concours de photographie annuel de CNN) pour son travail photo intitulé Their World in Flames, qui documente le sort des familles d'un camp de squatters de Johannesbourg lorsque leurs maisons sont détruites par un incendie,. Au fil des ans, sa carrière s'étend aux arts et à la photographie de célébrités.
Elle co-écrit Women by Women : 50 Years of Women's Photography in South Africa, avec Robin Comley, George Hallett et Penny Siopis, à la suite d'une commande du ministère sud-africain des Arts et de la Culture pour célébrer le 50e anniversaire de la marche des femmes de 1956. En 2007, elle fonde Neo Ntsoma Productions, une société de communication visuelle et de production entièrement détenue et gérée par des femmes noires. En 2019, elle évoque les inégalités criantes qui subsistent en Afrique du Sud dans une exposition, au Cap intitulée Inequality : A Different Picture.